# War Pigs
(Ozzy Osbourne)
War Pigs (inizialmente intitolata Walpurgis) è uno dei più celebri brani del gruppo heavy metal Black Sabbath, lunga 7 minuti e 54 secondi. Appartiene all'album Paranoid, disco del 1970, il più famoso di tutta la loro carriera. Il testo della canzone presenta molti temi anti-guerra, ed in particolare contro la guerra in Vietnam. La parte finale strumentale della canzone è chiamata "Luke's Wall", dove Tony Iommi esegue il suo celeberrimo assolo.

## Formazione
- Ozzy Osbourne- voce
- Tony Iommi- chitarra elettrica
- Geezer Butler- basso
- Bill Ward- batteria

## Cover
Numerose cover del brano sono state eseguite da svariati artisti, dal vivo e su dischi fra cui:
- Ronnie James Dio, poi entrato a far parte della band successivamente, la eseguiva regolarmente dal vivo con gli Elf.
- Sacred Reich nell'EP Surf Nicaragua e nel successivo EP live Alive at the Dynamo.
- PIG nell'EP Prime Evil.
- I Faith No More, nell'album The Real Thing del 1989 e nel Live at the Brixton Academy, quest'ultima versione è anche pubblicata nel tributo Nativity in Black.
- Gli Alice Donut ne hanno fatta una versione accompagnata da una banda di ottoni nell'album Revenge fantasies of the impotent.
- Gov't Mule in  Live... With a Little Help from Our Friends
- Hayseed Dixie in A Hot Piece of Grass.
- Tesla in Real to Reel.
- Cake in B-Sides and Rarities.
- L'Alex Skolnick Trio in Goodbye to Romance: Standards for a New Generation.
- The Acacia Strain ne hanno registrato una cover per il videogioco Homefront.
- I Judas Priest hanno rilasciato una cover della canzone in occasione del concerto di addio di Ozzy Osbourne e dei Black Sabbath a luglio 2025.[2]